# Yaginumia sia
Yaginumia sia är en spindelart som först beskrevs av Embrik Strand 1906.  Yaginumia sia ingår i släktet Yaginumia och familjen hjulspindlar. Inga underarter finns listade i Catalogue of Life.

## Bildgalleri

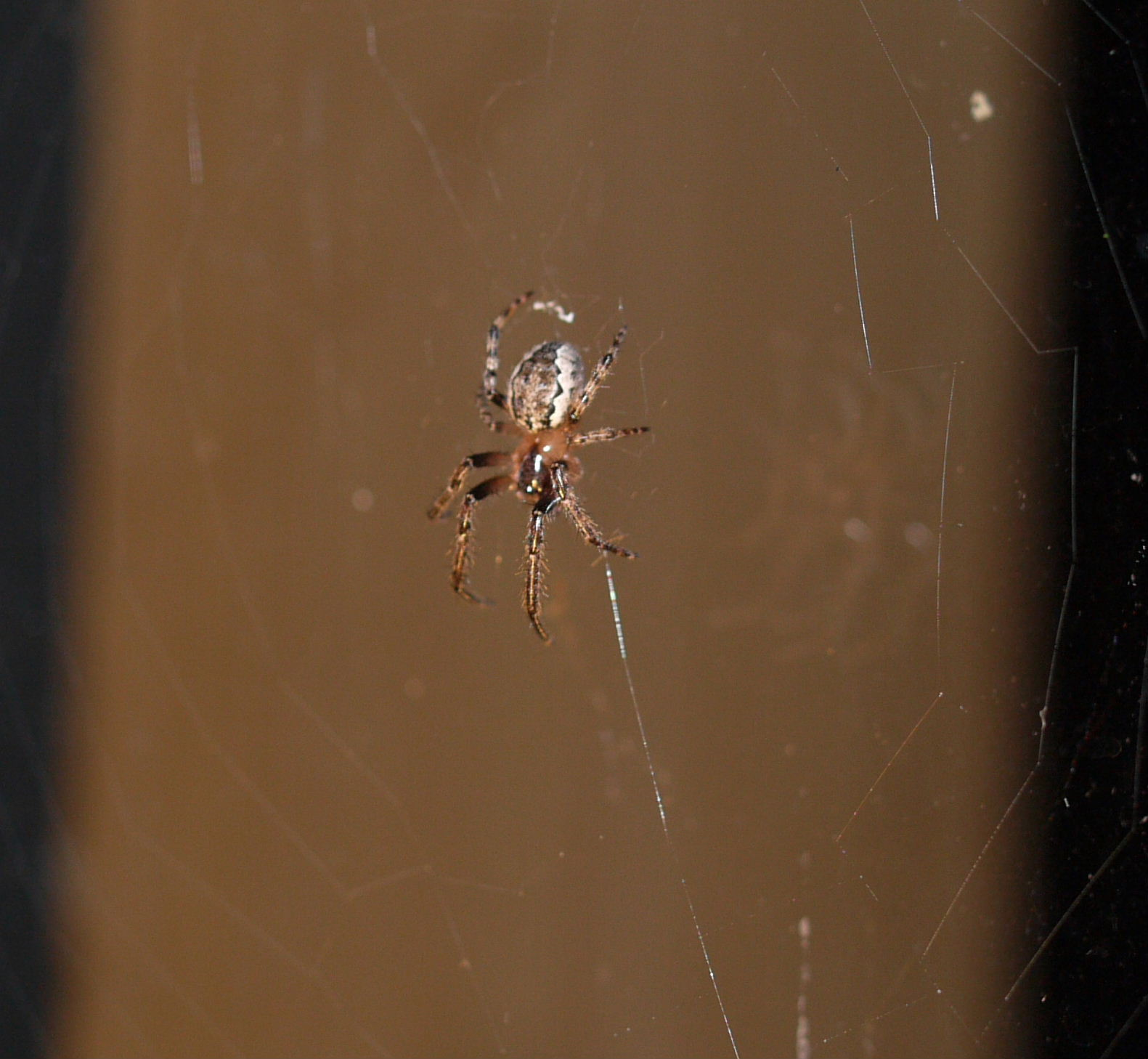